# Asphondylia diervillae
Asphondylia diervillae är en tvåvingeart som beskrevs av Ephraim Porter Felt 1907. Asphondylia diervillae ingår i släktet Asphondylia och familjen gallmyggor. Inga underarter finns listade i Catalogue of Life.